# Kevin Johnson

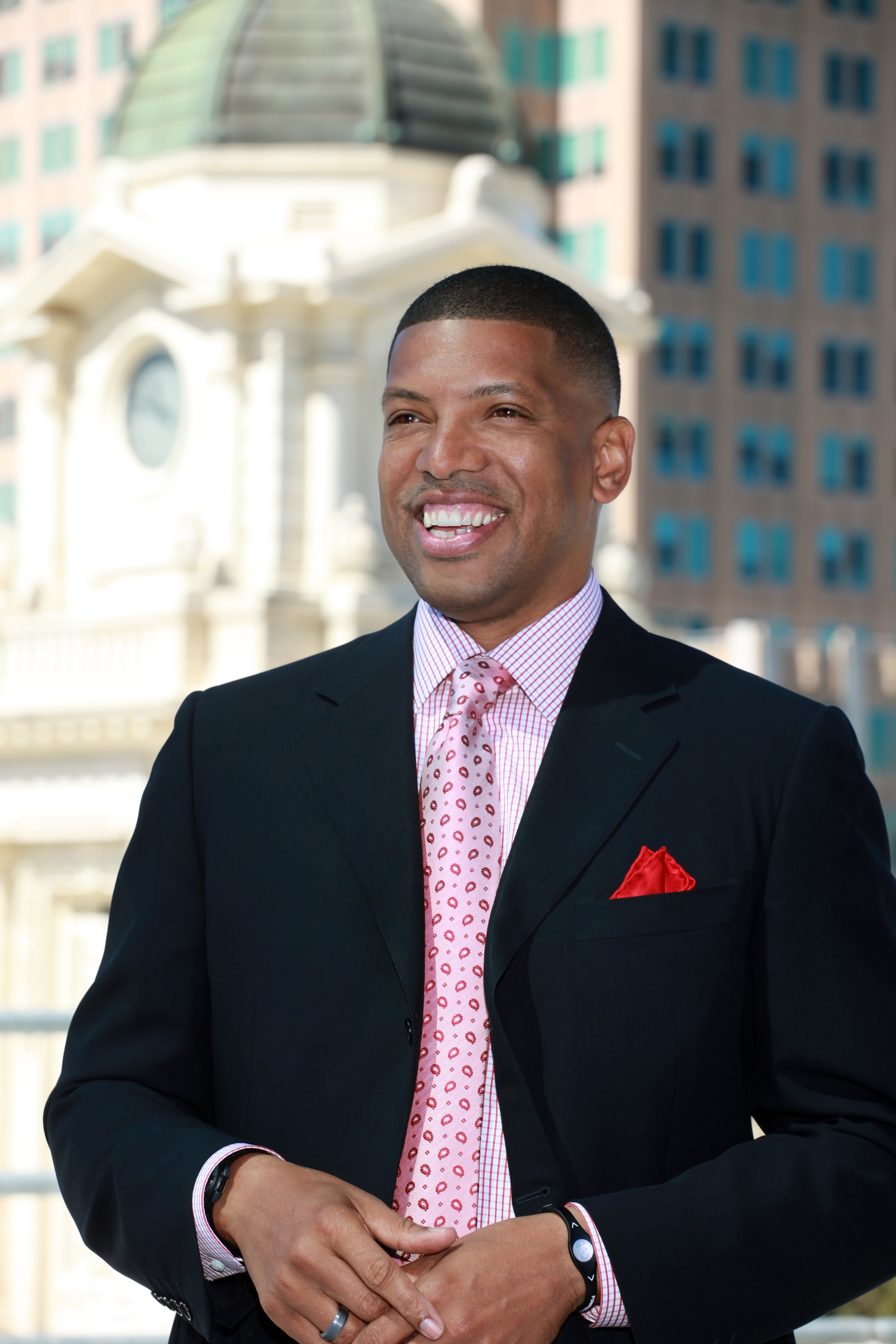
Kevin Johnson, 2011.

Kevin Maurice Johnson, född 4 mars 1966 i Sacramento i Kalifornien, är en amerikansk politiker och före detta professionell basketspelare (PG).
Han tillbringade 13 säsonger (1987–1998 och 1999–2000) i den nordamerikanska basketligan National Basketball Association (NBA), där han spelade för Cleveland Cavaliers och Phoenix Suns. Under sin karriär gjorde han 13 127 poäng (17,9 poäng per match), 6 711 assists och 2 404 rebounds, räddningar från att bollen ska hamna i nätkorgen, på 735 grundspelsmatcher.
Johnson draftades i första rundan i 1987 års draft av Cleveland Cavaliers som sjunde spelare totalt.
1994 ingick han i USA:s Dream Team II när de vann guld vid världsmästerskapet, som spelades i Hamilton och Toronto i Ontario i Kanada.
Efter den aktiva spelarkarriären valde han bli politiker och gick med Demokraterna. Mellan 2008 och 2016 var han borgmästare i sin födelsestad Sacramento.